# Томтор (Оймяконский улус)
Томто́р — село в Оймяконском улусе Якутии, центр 2-го Борогонского наслега Оймяконского улуса Республики Саха (Якутия). Находится на высоте 740 м над уровнем моря, в самом центре Оймяконской впадины.

## История

### XIX век
Оймяконская Вознесенская церковь, построенная в Томторе в конце 1830-х гг., сыграла особую роль в развитии поселения. Томтор стал центром Оймяконо-Борогонского наслега, благодаря чему здесь открылись первая школа и больница. В течение многих десятилетий оймяконский причт являлся щепетильным летописцем судеб жителей этого отдаленного края.

### XX век
Также с. Томтор известно тем, что в 1926 г. здесь проводил наблюдения С.В. Обручев. Высказанное им тогда предположение о том, что именно Оймяконская котловина может являться полюсом холода, стало ежегодно подтверждаться после того, как с 1929 г. в селе начала работать первая районная метеостанция. К слову, 06.02.1933 г. именно в Томторе зафиксировали абсолютный рекорд Северного полушария в XX столетии (–67,7 °C). Немного позже станция была перенесена на 2 км юго-западнее от прежнего местоположения.
Другими событиями, сыгравшими значительную роль в развитии села, явились строительство трассы Магадан — Хандыга, и, как следствие, строительство аэропорта, ставшего первым якутским аэропортом, обслуживавшим самолеты, перегоняемые из США в Красноярск.
В 1930 г. в с. Томтор была организована сельскохозяйственная артель с одноименным названием, а в январе 1940 г. на её базе создали колхоз «Большевик». С 1962 г. Томтор стал центральной усадьбой Оймяконского сельского куста. С этого времени значительно улучшилась инфраструктура села, возросла численность населения. Главный кормилец селян, совхоз «Оймяконский» развернул кипучую деятельность, превратившись в одно из лучших предприятий республики. В 1970-е гг. Томтор был признан одним из лучших сельских населенных пунктов Якутии. Поэтому неслучайно все значимые республиканские мероприятия издавна проводятся именно в Томторе, в т. ч. и ежегодный фестиваль «Полюса Холода».
В 1992 году на базе Томторской средней школы им. Н.М. Заболоцкого-Чысхаана по инициативе её директора С.В. Слепцова основан литературно-краеведческий музей. Значительная часть экспозиции музея посвящена писателям и поэтам, отбывавшим ссылку на Колыме (в лагерях на территории нынешнего Оймяконского улуса). Бессменным руководителем музея является заслуженный учитель РФ Мария Поликарповна Боярова.
В селе установлены памятный знак жертвам сталинских репрессий — «Колокол памяти», стела «Полюс Холода», памятник С.В. Обручеву. При краеведческом музее села Томтор имеется так называемая Ледовая резиденция Хранителя Холода Чысхаана, расположенная в штольне горы Эбэ-Хая. Глубоко под горой имеется восемь отдельных комнат, в которых размещены удивительной красоты различные ледовые скульптуры.

## Интересные факты
В старину местность, где расположено ныне село, называли Тусахта-Хая, но после появления здесь церкви именовали также и Церковным районом, и Крест-Томтором, а также Оймяконом. После отделения Оймяконо-Борогонского наслега от Баягантайского улуса в отдельный улус Томтор стал центром II Борогонского наслега. Поэтому население, особенно русскоязычное, вплоть до 1970-х гг. называло Томтор Борогоном.
В Томторе писатель Варлам Шаламов прожил последние два года ссылки (1952—1953).
В 1955 г в 2-х км от села археологи обнаружили уникальный археологический памятник, названный ими Томторская писаница. На скальном останце желтой охрой было нарисовано более десяти изображений антропоморфных фигур. По мнению специалистов, находка датирована I тыс. лет до н. э.
Томтор является полюсом холода в Северном полушарии планеты Земля, о чем в поселке установлена стела.

## Климат
Климат города — резко континентальный.
- Средняя температура -16.3 ° C

| Показатель                    | Янв.  | Фев.  | Март  | Апр.  | Май  | Июнь | Июль | Авг. | Сен. | Окт.  | Нояб. | Дек.  | Год   |
| ----------------------------- | ----- | ----- | ----- | ----- | ---- | ---- | ---- | ---- | ---- | ----- | ----- | ----- | ----- |
| Средний суточный максимум, °C | −42,1 | −36,5 | −22   | −5,2  | 7,5  | 18,8 | 21   | 18,1 | 8,7  | −10   | −31,9 | −41,6 | −9,6  |
| Средняя температура, °C       | −46,1 | −42,4 | −31,4 | −15,1 | 0,7  | 10,8 | 13   | 9,9  | 2    | −15,8 | −36,4 | −45,2 | −16,3 |
| Средний суточный минимум, °C  | −50,1 | −48,2 | −40,8 | −25   | −6,1 | 2,9  | 5,1  | 1,7  | −4,6 | −21,5 | −40,3 | −48,7 | −22,9 |
| Норма осадков, мм             | 8     | 7     | 5     | 7     | 13   | 33   | 48   | 37   | 22   | 17    | 13    | 9     | 219   |
| Источник: climate-data.org    |       |       |       |       |      |      |      |      |      |       |       |       |       |

## Население
| 2002 | 2010  | 2021 |
| ---- | ----- | ---- |
| 1256 | ↘1190 | ↘998 |